# Lauro Tisi

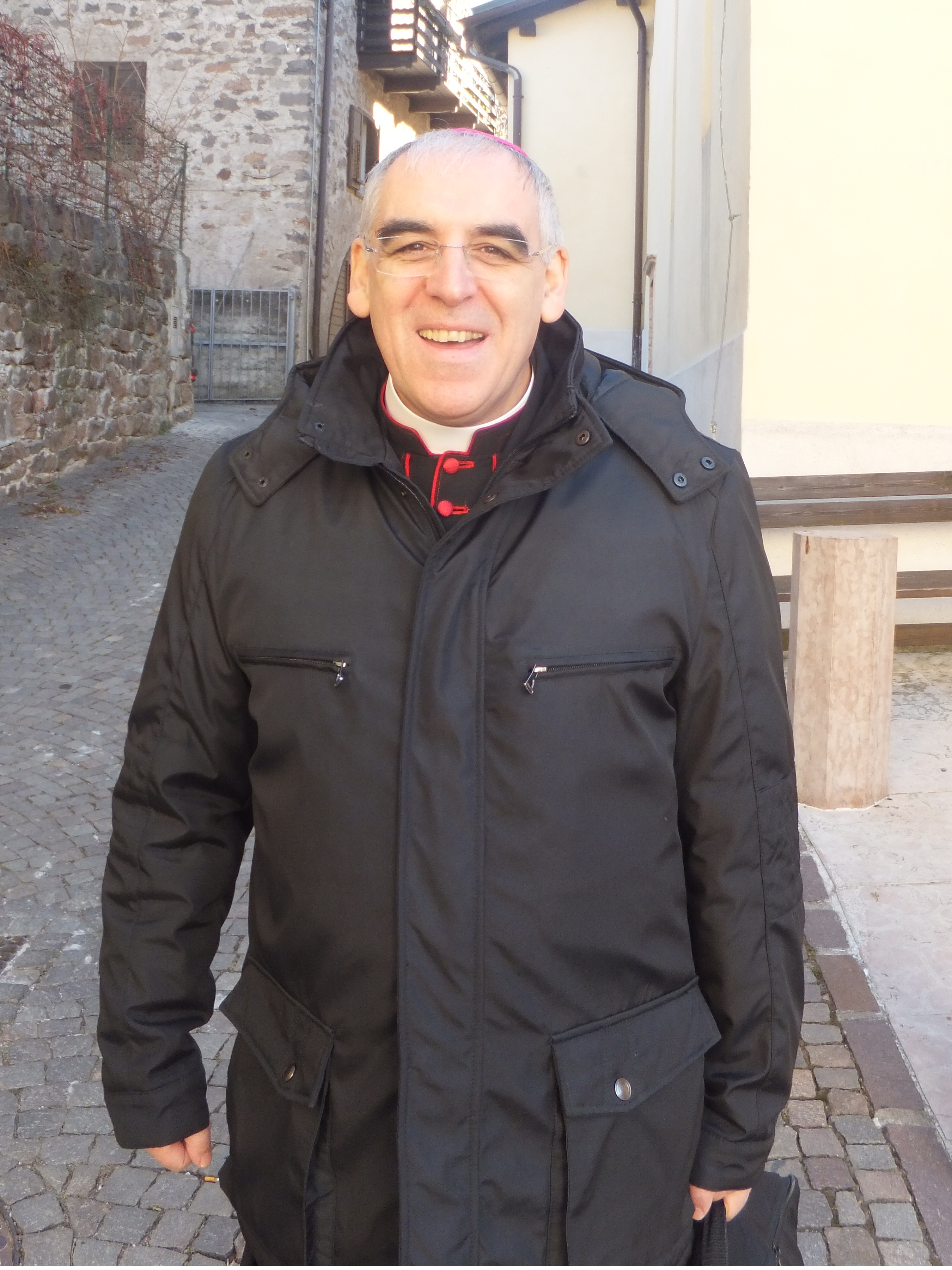
Lauro Tisi bei einem Pastoralbesuch in Piazzo bei Segonzano (2016)

Erzbischofswappen von Lauro Tisi

Lauro Tisi (* 1. November 1962 in Giustino, Trentino, Italien) ist ein italienischer Geistlicher und römisch-katholischer Erzbischof von Trient.

## Leben
Lauro Tisi empfing am 26. Juni 1987 durch Erzbischof Alessandro Maria Gottardi das Sakrament der Priesterweihe für das Erzbistum Trient. Nach kurzer Kaplanszeit war er von 1988 bis 1995 Subregens des diözesanen Priesterseminars und anschließend bis 2007 Spiritual und ab 2001 zusätzlich Beauftragter des Erzbischofs für die jungen Priester. Seit 2007 war er Generalvikar und Moderator der Diözesankurie.
Am 10. Februar 2016 ernannte ihn Papst Franziskus zum Erzbischof von Trient. Die Bischofsweihe spendete ihm sein Amtsvorgänger Luigi Bressan am 3. April desselben Jahres. Mitkonsekratoren waren der Patriarch von Venedig, Francesco Moraglia, und der Bischof von Bozen-Brixen, Ivo Muser.